# جوناثان ريتشاردسون
جوناثان ريتشاردسون (بالإنجليزية: Jonathan Richardson)‏ هو سياسي بريطاني، ولد في 1804. حزبياً، نشط في حزب المحافظين والحزب الليبرالي. في الانتخابات العامة في المملكة المتحدة 1857 ‏، انتخب عضو برلمان المملكة المتحدة الـ17 عن دائرة Lisburn (UK Parliament constituency) ‏ (27 مارس 1857 – 23 أبريل 1859) وفي الانتخابات العامة في المملكة المتحدة 1859 ‏، انتخب عضو برلمان المملكة المتحدة الـ18 عن دائرة Lisburn (UK Parliament constituency) ‏ (28 أبريل 1859 – 22 فبراير 1863).